# Neuville-Coppegueule
Neuville-Coppegueule és un municipi francès situat al departament del Somme i a la regió dels Alts de França. L'any 2007 tenia 593 habitants.

## Demografia

### Població

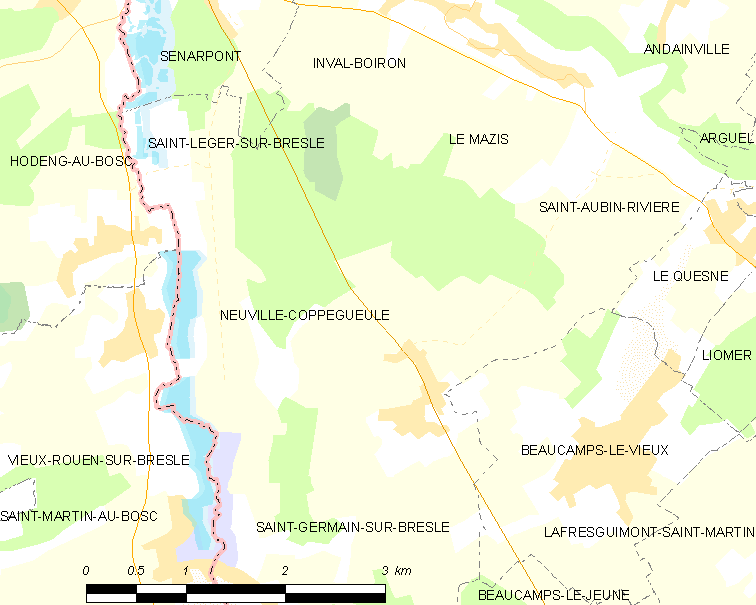

El 2007 la població de fet de Neuville-Coppegueule era de 593 persones. Hi havia 232 famílies de les quals 48 eren unipersonals (24 homes vivint sols i 24 dones vivint soles), 84 parelles sense fills, 84 parelles amb fills i 16 famílies monoparentals amb fills.
La població ha evolucionat segons el següent gràfic:
Habitants censats

### Habitatges

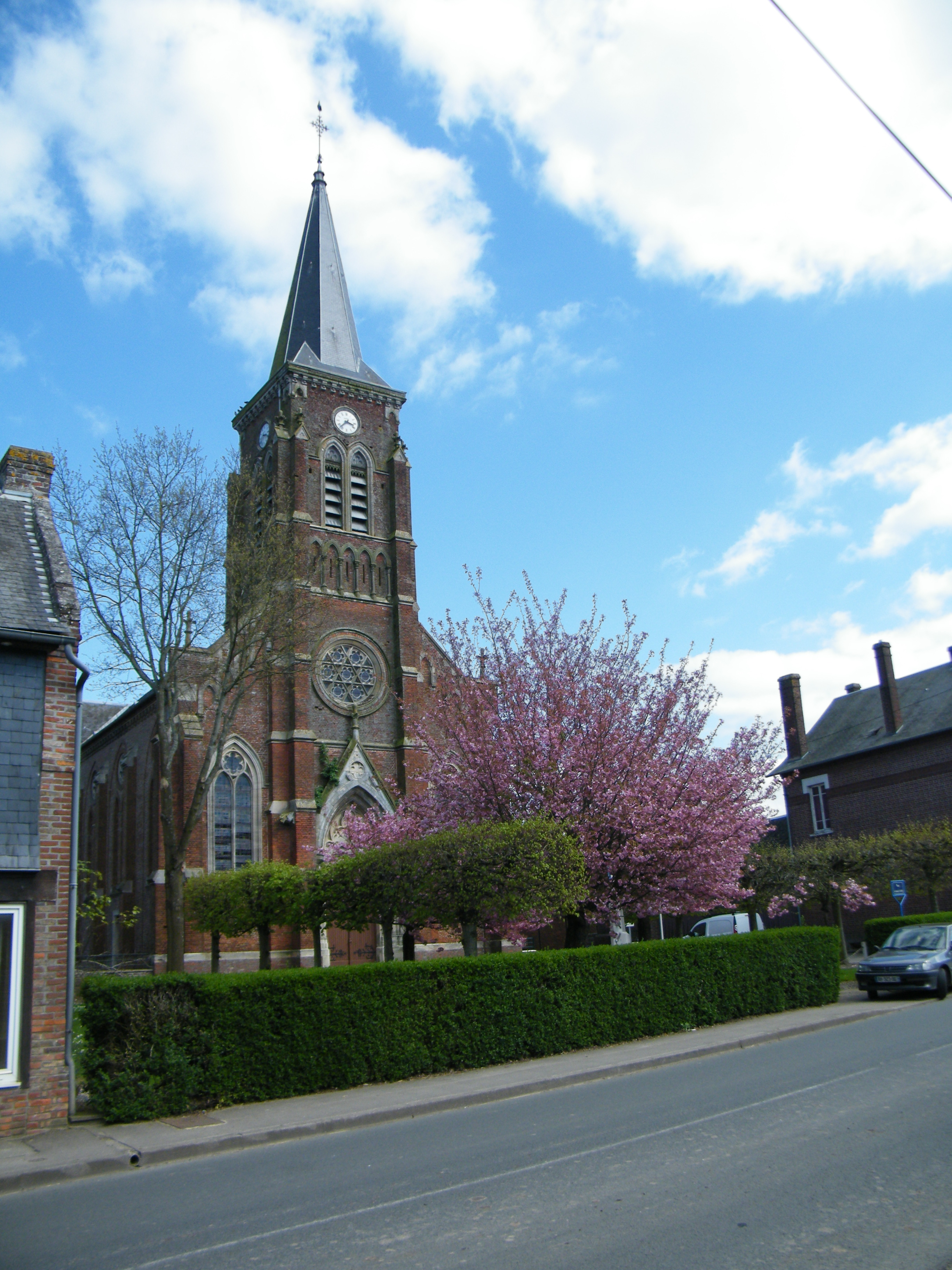

El 2007 hi havia 253 habitatges, 232 eren l'habitatge principal de la família, 7 eren segones residències i 14 estaven desocupats. Tots els 251 habitatges eren cases. Dels 232 habitatges principals, 182 estaven ocupats pels seus propietaris, 47 estaven llogats i ocupats pels llogaters i 3 estaven cedits a títol gratuït; 1 tenia una cambra, 4 en tenien dues, 35 en tenien tres, 76 en tenien quatre i 116 en tenien cinc o més. 134 habitatges disposaven pel capbaix d'una plaça de pàrquing. A 105 habitatges hi havia un automòbil i a 92 n'hi havia dos o més.

### Piràmide de població

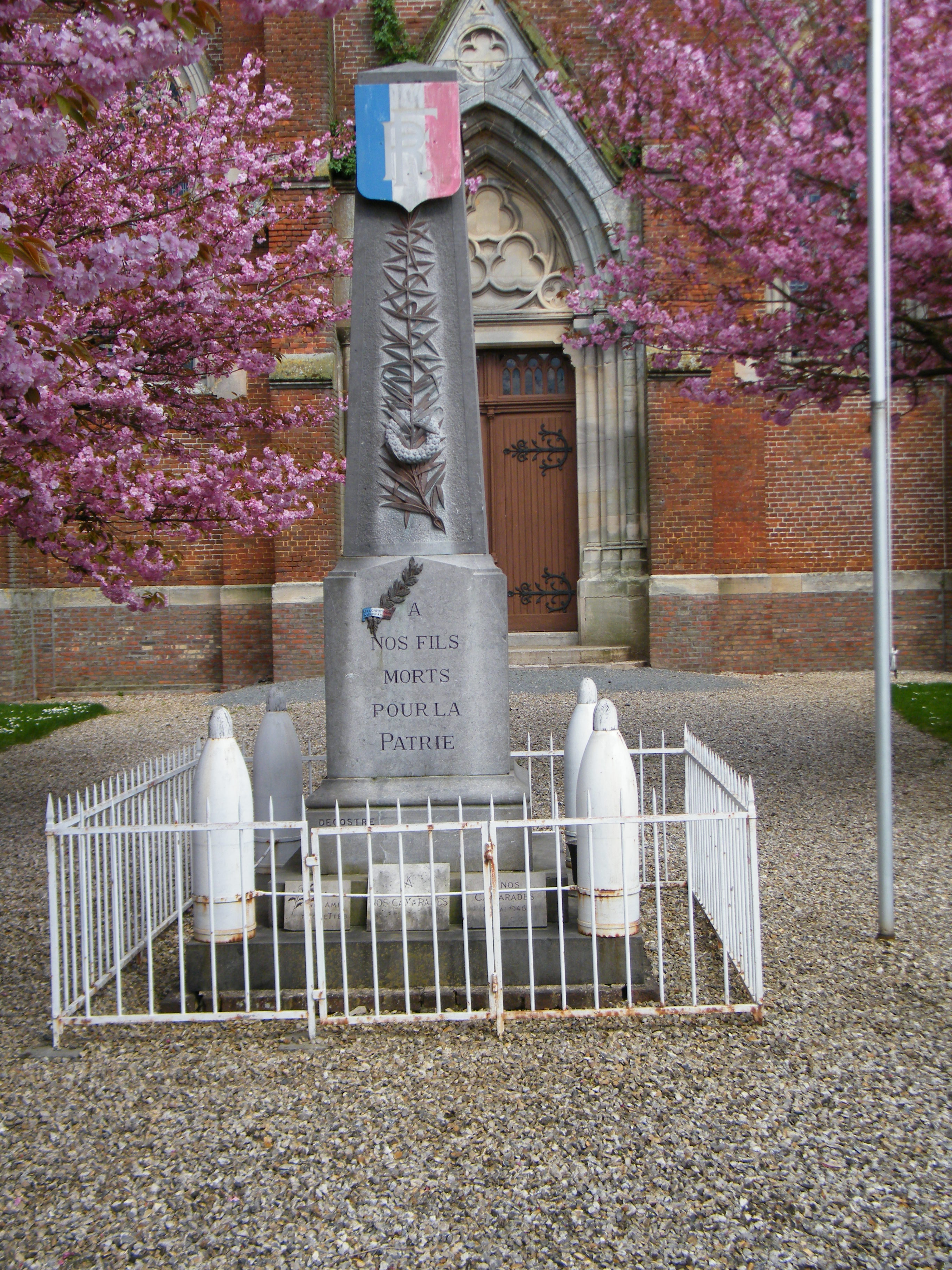

La piràmide de població per edats i sexe el 2009 era:
| Homes | Edats   | Dones |
| ----- | ------- | ----- |
| 0     | 95 o +  | 0     |
| 0     | 90 a 94 | 0     |
| 4     | 85 a 89 | 4     |
| 0     | 80 a 84 | 0     |
| 16    | 75 a 79 | 12    |
| 8     | 70 a 74 | 16    |
| 20    | 65 a 69 | 28    |
| 8     | 60 a 64 | 8     |
| 16    | 55 a 59 | 12    |
| 24    | 50 a 54 | 24    |
| 0     | 45 a 49 | 8     |
| 32    | 40 a 44 | 28    |
| 16    | 35 a 39 | 12    |
| 20    | 30 a 34 | 16    |
| 28    | 25 a 29 | 24    |
| 0     | 20 a 24 | 12    |
| 8     | 15 a 19 | 4     |
| 20    | 10 a 14 | 24    |
| 16    | 5 a 9   | 28    |
| 8     | 0 a 4   | 28    |

## Economia

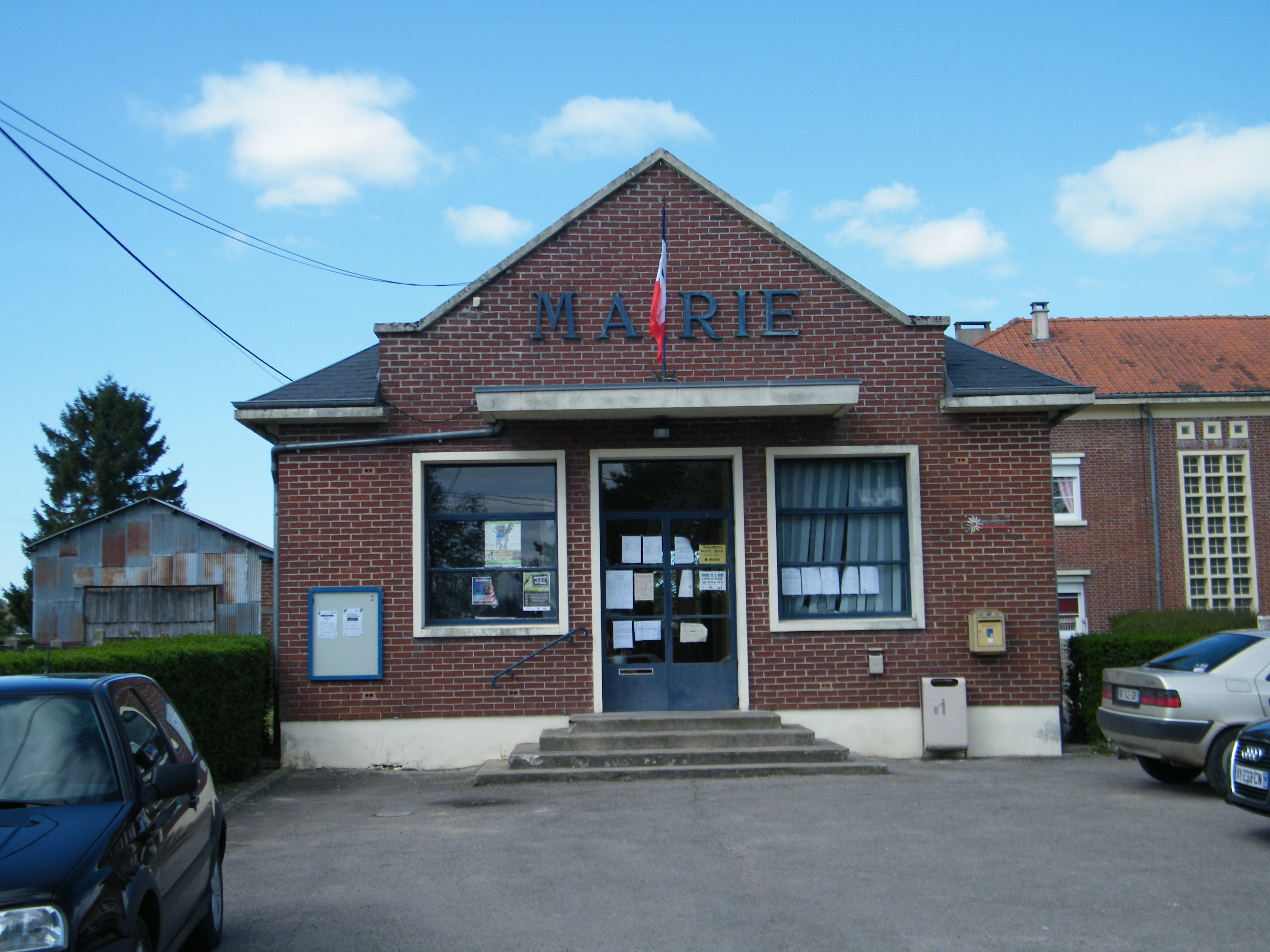

El 2007 la població en edat de treballar era de 371 persones, 256 eren actives i 115 eren inactives. De les 256 persones actives 224 estaven ocupades (133 homes i 91 dones) i 32 estaven aturades (9 homes i 23 dones). De les 115 persones inactives 43 estaven jubilades, 25 estaven estudiant i 47 estaven classificades com a «altres inactius».

### Ingressos
El 2009 a Neuville-Coppegueule hi havia 227 unitats fiscals que integraven 593 persones, la mediana anual d'ingressos fiscals per persona era de 14.951 €.

### Activitats econòmiques

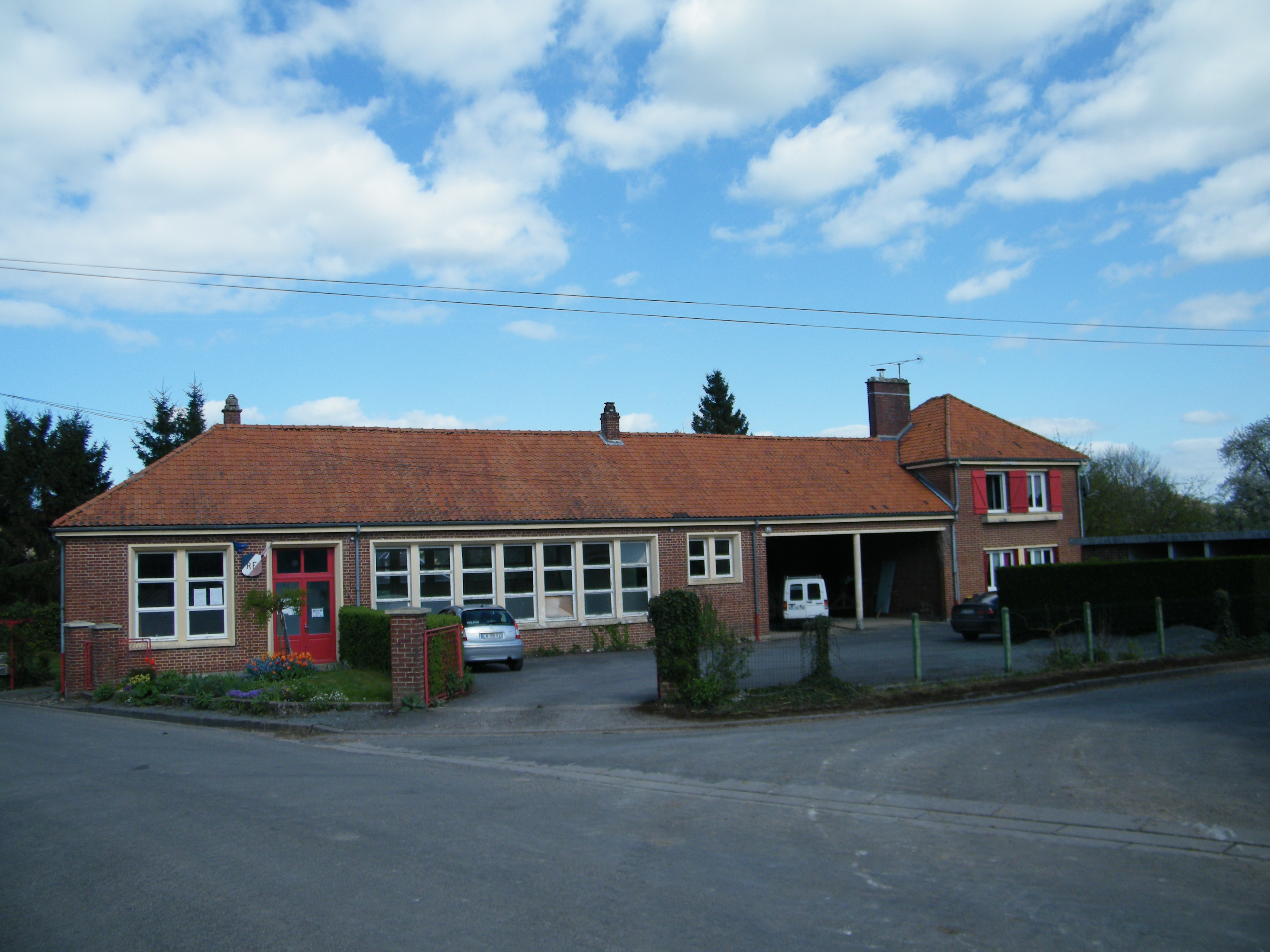

Dels 7 establiments que hi havia el 2007, 4 eren d'empreses de fabricació d'altres productes industrials, 1 d'una empresa d'hostatgeria i restauració i 2 d'empreses classificades com a «altres activitats de serveis».
L'any 2000 a Neuville-Coppegueule hi havia 6 explotacions agrícoles.

## Equipaments sanitaris i escolars
El 2009 hi havia una escola elemental.

## Poblacions més properes
El següent diagrama mostra les poblacions més properes.